# Ilja Dragunov
Ilja Rukober (russo: Илья́ Руко́бер; nascido em 10 de outubro de 1993), mais conhecido por seu nome de ringue Ilja Dragunov (russo: Илья Драгунов), é um lutador de luta livre profissional russo-alemão. Ele trabalha atualmente para a WWE, onde atua na marca Raw. Ele foi uma vez campeão do Reino Unido do NXT e uma vez campeão do NXT.
Antes de assinar com a WWE, Dragunov competiu no circuito independente europeu e também é conhecido por sua passagem pela Westside Xtreme Wrestling (wXw), onde foi conquistou uma vez o wXw Unified World Wrestling Championship, três vezes o wXw World Tag Team Championship e duas vezes o wXw Shotgun Championship. Rukober é o primeiro lutador russo sem ser kayfabe a competir na WWE e também o primeiro campeão russo na história da empresa.

## Início de vida
Ilya Rukober nasceu em Moscou, na Rússia, e migrou para Berlim, na Alemanha, com sua mãe quando tinha cinco anos. Nem ele nem sua mãe falavam a língua alemã. Antes de entrar no wrestling, Rukober trabalhou em vários empregos desde muito jovem para ajudar no sustento de sua família, incluindo trabalhar em uma pizzaria e em um posto de gasolina.

## Carreira no wrestling profissional

### Início de carreira (2012–2018)
Rukober começou seu treinamento de wrestling profissional na escola de treinamento German Wrestling Federation (GWF), com os veteranos Axel Tischer (que lutou pela WWE sob o nome de Alexander Wolfe) e Rick Baxxter. Ele fez sua estreia no ringue em 2012. Um ano depois, ele se tornou regular na wXw e permaneceria lá até assinar com a WWE.

### Progress Wrestling (2018–2022)
Em 14 de maio de 2018, no Super Strong Style 16, o gerente geral da wXw, Christian Michael Jakobi, apareceu na Progress Wrestling e desafiou Pete Dunne para uma luta contra Dragunov em uma data ainda indefinida. No Chapter 69, Dragunov apareceu na promoção pela primeira vez, enfrentando Dunne, para a alegria de Jakobi. No Chapter 72, Dunne aceitou o desafio, e a luta foi marcada para o próximo evento da Progress na Arena Wembley. No Chapter 75, Jakobi continuou insultando Dunne, que acabou arrastando Jakobi para o ringue para atacá-lo, antes de Dragunov intervir e os dois se enfrentarem novamente. Durante a turnê da Progress na Alemanha, no show de Oberhausen, Dunne chamou Dragunov após a vitória da British Strong Style sobre Rise (Ivan Kiev, Lucky Kid e Pete Bouncer). Mais uma vez, os dois entraram em uma briga que precisou ser separada pelos oficiais. Em 1º de outubro, a luta de estreia de Dragunov na Progress terminou em derrota, quando Dunne prendeu seu braço e manipulou sua mão para forçá-lo à submissão.
Dragunov começou 2019 com uma vitória sobre Timothy Thatcher no Chapter 83, mas não apareceu na promoção novamente até o Super Strong Style 16. Na primeira noite, Dragunov derrotou Chris Brookes na primeira rodada. Na segunda noite, ele venceu rapidamente Trevor Lee nas quartas de final, e na terceira noite, participou de uma luta three-way de eliminação na semifinal contra David Starr e Travis Banks. Dragunov foi o primeiro eliminado quando Banks o derrotou por pinfall. No Chapter 91, ele venceu Jordan Devlin em uma luta para determinar o desafiante número um ao Unified World Championship, mas no dia seguinte, no Chapter 92, foi derrotado por Walter.
No Chapter 95, Dragunov participou de uma luta rumble pelo Proteus Championship, que substituiu o Atlas Championship. Ele entrou como o segundo competidor e eliminou Niwa, TK Cooper e Chuck Mambo, antes de ser eliminado simultaneamente com William Eaver. De outubro a dezembro, ele esteve envolvido em uma série de lutas contra Cara Noir. Depois de trocarem vitórias no Chapter 96 e no Chapter 97, a rivalidade foi encerrada no Chapter 99 em uma luta de duas quedas, na qual Dragunov foi derrotado.

### WWE (2019–presente)

#### Começo (2019–2021)
Durante janeiro de 2019, foi relatado que Rukober assinaria com a WWE, com a intenção de se apresentar para a marca da marca, NXT UK. Anteriormente, ele fez um teste para a promoção em novembro de 2013, mas sofreu uma lesão no crânio que o manteve afastado por quase um ano. Ele fez um segundo teste em Colônia, durante a turnê europeia da WWE em novembro de 2018, onde teria "chamado a atenção". Em 27 de fevereiro de 2019, a WWE anunciou oficialmente sua contratação. No episódio de 15 de maio do NXT UK (gravado em 19 de abril), Dragunov fez sua estreia pela marca como um face, derrotando Jack Starz. Ele então começou uma curta seqüência de invencibilidade, derrotando Joseph Conners no episódio de 12 de junho (gravado em 20 de abril) e Ashton Smith no episódio de 10 de julho (gravado em 16 de junho). No entanto, isso terminou no episódio de 15 de agosto (gravado em 19 de julho), quando Dragunov foi derrotado por Kassius Ohno. Em 31 de agosto, no NXT UK TakeOver: Cardiff, Dragunov respondeu ao desafio aberto de Cesaro, sendo derrotado.
No episódio de 17 de outubro do NXT UK (gravado em 4 de outubro), Dragunov derrotou Saxon Huxley sob o olhar atento de Alexander Wolfe. Após a vitória, Wolfe aplaudiu Dragunov, levando a um breve encaramento entre os dois quando Marcel Barthel e Fabian Aichner se juntaram a Wolfe. No entanto, a situação não se transformou em uma luta, pois Barthel e Aichner passaram por Dragunov para seu combate contra The Hunt (Primate e Wild Boar), enquanto Wolfe levou Dragunov para os bastidores, aparentemente para convencê-lo a se juntar à Imperium. No episódio de 11 de novembro do NXT UK (gravado em 5 de outubro), Dragunov aparentemente se juntou à Imperium em sua rivalidade com Gallus (Joe Coffey, Mark Coffey e Wolfgang), antes de se aliar aos escoceses, o que resultou em uma briga no ringue enquanto o programa saía do ar. No episódio de 21 de novembro do NXT UK (gravado em 15 de novembro), Dragunov foi derrotado por Wolfe e, após a luta, foi atacado pelos outros membros da Imperium antes de Gallus fazer o resgate. No episódio de 28 de novembro do NXT UK (gravado em 15 de novembro), Dragunov, ao lado de Gallus, enfrentou a Imperium em uma luta que terminou em dupla contagem. Embora tenha conseguido desferir alguns golpes contra Wolfe, foi amplamente dominado pelos outros membros da Imperium, incluindo um momento que fez referência à final do wXw 16 Carat Gold 2017 contra Walter. No episódio de 5 de dezembro do NXT UK (gravado em 15 de novembro), Dragunov apareceu durante a negociação entre Walter e Joe Coffey para a luta pelo título no NXT UK TakeOver: Blackpool II. Walter exigiu que Dragunov enfrentasse Wolfe em uma luta sem desqualificações, mas Coffey recusou, pois Dragunov não fazia parte do Gallus. Walter então declarou: "Sem Ilja, sem acordo", o que levou Dragunov a sair dos bastidores e pedir para Coffey aceitar o acordo. Após a negociação, Walter avisou Dragunov que ele havia tomado uma péssima decisão, e o russo foi emboscado pelos outros membros da Imperium antes de ser jogado por Wolfe através de uma mesa com um powerbomb. No episódio de 2 de janeiro de 2020 do NXT UK (gravado em 16 de novembro de 2019), Dragunov derrotou Wolfe em uma luta sem desqualificações. Como retaliação, ele foi atacado por Barthel e Aichner após o combate.
No dia 12 de janeiro, durante o evento principal entre Walter e Joe Coffey pelo título, Wolfe interferiu na luta, atacando Coffey. Isso levou Dragunov a aparecer e acertar seu golpe Torpedo Moscow em Wolfe, que acidentalmente caiu sobre o joelho esquerdo de Coffey, agravando sua lesão. No episódio de 13 de fevereiro do NXT UK (gravado em 18 de janeiro), após Gallus defender com sucesso o Campeonato de Duplas do NXT UK contra Oney Lorcan e Danny Burch, Dragunov apareceu para confrontar Gallus, mas foi superado numericamente e sofreu um ataque. Isso ocorreu porque Coffey havia afirmado anteriormente que Dragunov devia um "débito à firma Gallus", o que levou a uma luta entre os dois no episódio de 20 de fevereiro do NXT UK (gravado em 18 de janeiro), onde Dragunov derrotou Coffey. Após o combate, os outros membros do Gallus apareceram para atacar Dragunov, mas Coffey os impediu e declarou que a dívida estava paga e que o assunto estava resolvido. Paralelamente à rivalidade com Coffey no NXT UK, Dragunov também apareceu no NXT principal em promos com Finn Bálor. Ele aceitou o desafio de Bálor para uma luta no Worlds Collide em 25 de janeiro, onde foi derrotado.
No episódio de 2 de abril do NXT UK (gravado em 7 de março), Dragunov venceu uma battle royal de 20 lutadores para se tornar o desafiante número um ao Campeonato do Reino Unido do NXT, eliminando Tyler Bate por último. Devido à forma como o Reino Unido lidou com a pandemia de COVID-19, o NXT UK foi pausado e relançado em setembro, sendo gravado a portas fechadas no Here East. No episódio de 17 de setembro do NXT UK, após Dragunov derrotar Noam Dar, ele foi confrontado por Walter, reacendendo a rivalidade entre os dois. No episódio de 1º de outubro do NXT UK, Dragunov salvou o árbitro convidado Pete Dunne, que estava sendo atacado por Walter e Wolfe após a derrota deste para Dar na primeira rodada da Copa Heritage do NXT. Isso levou a uma luta de duplas no episódio de 15 de outubro do NXT UK, onde Dragunov e Dunne saíram vitoriosos. No episódio de 22 de outubro do NXT UK, durante a assinatura do contrato para a luta pelo título, Dragunov foi interrompido antes de terminar sua frase de efeito, sendo atingido no rosto por Walter. Em seguida, Walter rasgou sua camisa e começou a desferir golpes violentos. Dragunov tentou escapar, mas sofreu mais castigo, incluindo um powerbomb na quina do ringue e vários chops com o peito aberto. No entanto, ele se recusou a desistir e avançou contra Walter através das barricadas. No episódio de 29 de outubro do NXT UK, Dragunov foi derrotado por Walter por paralisação do árbitro, após desmaiar em um rear naked choke. A luta recebeu grande aclamação da crítica, com Dave Meltzer dando a ela uma nota de 5 estrelas. A WWE rapidamente capitalizou sobre o sucesso da luta, lançando um vídeo playback oito dias depois, com comentários de Shawn Michaels, William Regal, Wade Barrett, Sheamus, Drew McIntyre, Cesaro, Tyson Kidd, Killian Dain e Drake Maverick.
Dragunov retornou ao NXT UK em janeiro de 2021. Assombrado pela derrota para Walter, ele lutava para controlar suas emoções, resultando no fim de várias de suas lutas por paralisação do árbitro. Ele então teve uma breve rivalidade com Sam Gradwell, que o provocava constantemente durante suas lutas, incluindo um confronto contra Tyson T-Bone. No episódio de 4 de março do NXT UK, a primeira luta entre Dragunov e Gradwell inicialmente terminou por paralisação do árbitro, mas foi posteriormente alterada para uma vitória de Gradwell por desqualificação, pois Dragunov continuou atacando seu oponente após o gongo. No episódio de 25 de março do NXT UK, os dois se enfrentaram novamente em uma luta sem desqualificação, que terminou com a vitória de Dragunov após ele forçar Gradwell a desistir com uma sequência de golpes no solo. No episódio de 6 de maio do NXT UK, Dragunov enfrentou Dave Mastiff, que havia desafiado o russo na semana anterior. No entanto, a luta foi interrompida devido a uma lesão legítima de Mastiff, que teve o nariz quebrado. Por conta disso, a história das lutas de Dragunov terminando por paralisação do árbitro foi descartada.

## Outras mídias
Rukober fez sua estreia em videogames no WWE 2K22, como parte da DLC, Most Wanted Pack. Ele também é um personagem jogável nos jogos WWE 2K23 e WWE 2K24.

## Títulos e prêmios
- CBS Sports
  - Luta do Ano (2020) vs. Walter[58]
- ESPN
  - ESPN o colocou na #26ª posição entre os 30 melhores lutadores profissionais com menos de 30 anos em 2023[59]
- German Wrestling Federation / Next Step Wrestling[60]
  - Next Step European Championship (2 vezes)[61]
- Pro Wrestling Illustrated
  - PWI o colocou na #72ª posição dos 500 melhores lutadores individuais em 2022[62]
- Westside Xtreme Wrestling
  - wXw Unified World Wrestling Championship (1 vez)[63]
  - wXw World Tag Team Championship (3 vezes)[64] – com Robert Dreissker (1), Dirty Dragan e Julian Nero (1) e Walter (1)
  - wXw Shotgun Championship (2 vezes)[65]
  - Primeiro Triple Crown da wXw
  - Torneio International Tag Team (2018) - com Avalanche[66]
  - Torneio 16 Carat Gold (2017)[67]
  - Mitteldeutschland Cup (2013)[68]
  - Torneio pelo wXw Shotgun Championship (2013)[69]
- WWE
  - Campeonato do NXT (1 vez)[70]
  - Campeonato do Reino Unido do NXT (1 vez)[71][72]
  - NXT Year-End Award (2 vezes)
    - Superstar Masculino do Ano (2023)[73]
    - Luta do Ano (2023) vs. Carmelo Hayes no NXT No Mercy